# 效率工資
效率工資假說（英語：efficiency wage hypothesis），又稱效率工資理論（efficiency-wage theory），勞動經濟學中的一項假說，它認為工資並不全然是由勞動力的供給與需求所決定。僱主為了激勵勞工，經常會用高於均衡價格的水準來僱用勞工，以增進員工的生產效率。它被認為是一種市場失靈的現象。這個理論被用來說明失業的產生，與工資的向下僵固性有關；也可以被用來解釋為何工資鐵律沒有發生。
這個學說最早由艾尔弗雷德·马歇尔提出，現在成為新興凱恩斯學派的研究主題之一。

## 概論
效資工資假說的微觀基礎（microfoundations），可以歸納出幾點：
- 避免偷懶（Avoiding shirking）：因為勞工工作的產出品質或產出價值難以估量，勞工缺少工作意願，可能會少做事，或減低工作品質。雇主為了減少損失，需要提高薪資，形成效率工資。但這也可能會造成道德風險。
- 最小化轉職次數（Minimizing turnover）
- 逆向選擇（Adverse selection）
- 社會學理論（Sociological theories）
- 營養學理論（Nutritional theories）